# 阿拉赫
阿拉赫（德語：Arrach，發音：[ˈaʁax]）是德国巴伐利亚州上普法尔茨行政区卡姆县的市镇，面积28.81平方千米，人口为人。